# 효령대군
효령대군(孝寧大君, 1396년 1월 29일~1486년 6월 22일)은 조선 전기 시대의 왕자, 왕족, 서예가, 정치인이다.

## 이력
조선 제3대 국왕 태종의 둘째 아들이며, 원경왕후 민씨의 소생이다. 조선 세종대왕의 둘째 형으로 성씨는 전주 이씨(全州 李氏), 이름은 보(補)이다. 초명은 호(祜)였는데 19세에 보(補)로 개명하였다. 자는 선숙(善叔)이고, 호는 연강(蓮江)이며, 시호는 정효(靖孝)로 추시되었다.
세종대왕의 형이자 세조의 숙부로 왕실의 원로였으며, 조선의 숭유 억불 정책으로부터 불교를 옹호, 보호하는 역할을 했다. 세종대왕 즉위 후에도 문종, 단종, 세조, 예종, 성종 등 6대에 걸쳐서 장수를 누렸다. 임사홍은 그의 손녀 사위였고, 이량은 그의 5대손이며, 명종의 부인인 인순왕후와 심의겸, 심충겸은 그의 외6대손이다.

## 생애

### 생애 초반
그는 10세 시절이던 1405년 효령군에 책봉되었으며 12세 시절이던 1407년에 해주 정씨 부인(정역의 딸)과를 가례를 치렀고 17세 시절이던 1412년에 효령대군에 진책되었다. 1417년 자신의 아호(雅號)이기도 한 연강(蓮江)이라는 법명(法名)으로 수계를 받았다. 그는 어릴적부터 글 읽기를 좋아하여 30세 전에 이미 학문과 덕성을 이룩하였고 붓글씨에도 능해 명필이었다고 전해진다. 활쏘기에 능숙하였고 효성이 지극하여 부왕으로부터 사랑을 많이 받았다.
그는 일찍부터 좌찬성 정역(鄭易)의 딸과 혼인하여 6남 1녀를 낳았으며, 서자녀로 1남 2녀를 두었다. 불교를 좋아하여 승도를 모아 불경을 강의하였다.

### 불교 활동
불교를 심오하게 믿어 조정의 숭유억불 정책하에서 불교 보호의 방패 역할을 감당하였다. 원각사 창건 때에는 조성도감 도제조를 맡았다. 이 때 주조되어 1985년까지 보신각에 달려 있던 큰종과 탑골공원의 10층 석탑은 그 제조기법이나 예술성이 뛰어났다는 평가를 받았다. 10층 석탑은 국보 제2호로, 원각사지 대종은 보물 제2호로 각각 지정되어 있다.
《법화경》, 《금강경》, 《원각경》, 《반야심경》, 《능엄경》, 《선종영가집》 등 불경의 번역과 교정에도 힘썼고, 많은 사찰을 순회하면서 신도들을 온후하게 계도하였다. 그리고 향촌의 자치규약인 향헌(鄕憲) 56조를 지어 백성들의 윤리 도덕심을 함양하였으며 유불심법동일원(儒佛心法同一原)의 이념을 추구하였다.

### 생애 후반
1395년 음력 12월 11일에 태어나 92세의 천수를 다하고 1486년(성종 17, 丙午年) 음력 5월 11일에 세상을 떠났다. 현재의 서울특별시 서초구 방배동에 예장되었다. 묘소는 1972년에 서울특별시 유형문화재 제12호로 지정되었다. 현 사당은 1736년(영조 12)에 왕명으로 효령대군 묘 앞에 처음 세우면서 '청권사'라고 하였다.
슬하에 7남을 두었으며 1459년(세조 4) 정월, 여섯째 아들 원천군(原川君)을 병사한 아우 성녕대군에게 출계시켜 대를 이어 제사를 봉향할 수 있도록 하였다.
생전에 손자 33인, 증손자 109인으로 후손이 번성하였다. 전주이씨 대동종약원의 파종회 중에 자손이 가장 번창한 것으로 알려져 있다.
서울특별시는 1984년 11월 7일 청권사 앞길을 '효령로'로 명명하였다.

## 가족 관계
- 부왕 : 태종(太宗, 1367~1422)
- 모후 : 원경왕후 민씨(元敬王后 閔氏,  1365~1420)
  - 정부인 : 예성부부인 해주 정씨(藝城府夫人 海州 鄭氏, 1394~1470) - 좌찬성 정역(鄭易)의 딸
    - 장남 : 의성군 이채(誼城君 李寀), (1411년 ~ 1493년)
    - 자부 : 회인군부인 성주 이씨
      - 손자 : 무송군, 잠성정, 운림도정, 서림도정, 봉성군, 영신군, 총곡수
      - 손녀 : 7명

    - 차남 : 서원군 친(瑞原君), (1413년 ~ 1475년)
    - 자부 : 의령군부인 경주 이씨
      - 손자 : 회의도정, 회의도정의 사위 안온천(安溫泉)은 세종의 외손자
      - 손자 : 덕은도정, 제천군, 예천군, 고림군, 청거수
      - 손녀 : 5명

    - 3남 : 보성군 합(寶城君 李㝓), (1416년 ~ 1499년)
    - 자부 : 광록시소경 이무창(李茂昌)의 여식 청풍군부인(淸風郡夫人), 영락제 후궁 이소의(李昭儀)의 조카
      - 손자 : 신풍도정, 율원군, 춘양군, 평성군, 물거군, 원산군, 동양정
      - 손녀 : 6명

    - 4남 : 낙안군 이녕(樂安君 李寧, 1417년 ~ 1474년)
    - 자부 : 양산군부인 언양 김씨
      - 손자 : 청원정
      - 손녀 : 1명

    - 5남 : 영천군 이정(永川君 李定, 1422년 ~ ?)
    - 자부 : 군부인 예천 권씨
      - 손자 : 태강수 이동(泰康守 李㒰)
      - 손자며느리 : 어우동
        - 증손녀 : 번좌

      - 손자 : 양포수
      - 손녀 : 3명

    - 장녀 : 비인현주(庇仁縣主, 1427 ~ 1514) - 좌찬성 한성군(漢城君) 안소공(安昭公) 한산 이씨 이훈(李塤)에게 출가
    - 6남 : 원천군 의(原川君), (1433년 ~ 1476년) - 조선 제3대 임금 태종의 4남 성녕대군에게 출계
    - 자부 : 군부인 백천 조씨
    - 자부 : 군부인 한양 조씨
      - 손자 : 열산도정, 기성수, 가은군

  - 측실 : 평해 손씨(平海 孫氏)
    - 서장남 : 안강도정 이량(安康都正 李㝗, 1430 ~ ?)
    - 자부 : 신부인 전주 류씨
    - 자부 : 함양 이씨
      - 손자 : 영평부정, 습계군, 회양부정, 개산부수, 천령군, 자인부수, 양양정
      - 손녀 : 2명

    - 서장녀 : 현주 이씨 - 천안 전씨 전진형(全晉亨)에게 출가
      - 외손자 : 전개(全愷)
      - 외손자 : 전걸(全傑)

    - 서차녀 : 현주 이씨 - 김현(金現)에게 출가
- 처조카 : 영양위 정종 - 종손녀인 경혜공주의 남편
- 처조카 : 춘성부부인(영응대군의 계부인) - 영응대군은 조카이면서, 조카사위도 된다. 춘성부부인은 질부이면서, 처조카이다.
- 손녀 사위 임사홍

## 관련 작품

### 드라마
- 《한명회》(KBS, 1994년~1994년, 배우:반석진)
- 《용의 눈물》(KBS, 1996년~1998년, 배우:장성원, 아역:서상원)
- 《왕과 비》(KBS, 1998년~2000년, 배우:김인태)
- 《대왕 세종》(KBS, 2008년, 배우:안신우, 유태웅)
- 《태종 이방원》(KBS, 2021년~2022년, 배우:정시훈, 신서우)

### 영화
- 《나는 왕이로소이다》(2012, 배우: 강남현)

## 전해오는 이야기
효령대군의 신주를 모신 사당은 청권사(淸權祠)라 불리는데 ‘청권’의 뜻은 옛날 중국 주(周)나라의 우중(虞仲)왕자가 아버지 태왕(太王)의 뜻을 헤아려 아우에게 왕위를 양보한 미덕을 칭찬하면서 공자(孔子)가 청권이라고 하였다는데 유래한다.
청권(淸權)이란 중국 주(周)나라 때 태왕(太王)이 맏아들 태백과 둘째아들 우중을 건너뛰어 셋째아들 계력에게 왕위를 물려주려고 하자 태백과 우중 두 형제는 부왕의 뜻을 헤아려 삭발하고 은거하며 왕위를 사양했다. 훗날 공자가 태백은 지덕, 우중은 청권이라고 칭송하였다. 이러한 고사를 본떠 양녕대군을 모시는 사당을 지덕사, 효령대군을 모시는 사당을 청권사라 이름 하였다.
효령대군은 아버지 태종(太宗)의 의중을 헤아려 아우인 충녕대군(세종대왕)에게 왕위를 양보한 미덕을 세종대왕이 '나의 형(효령대군)이 곧 청권'이라고 칭송하였고, 정조(正祖) 대에 이르러 효령대군의 사당을 청권사로 사액(賜額)하였다. 효령대군의 사당과 묘소는 서울 서초구 방배동 효령로에 있으며, 서울시 유형문화재 제12호로 지정되어 있다.
또한 조선 중기의 문신, 김시민(金時敏, 1681~1747)이 편집한 『조야휘언』필사본에는 '세종이 태평관에서 중국 사신을 맞이하여 잔치를 하는데 효령대군이 술을 권하자 일어나 받았다. 이를 보고 사신이 말하길 "임금이 형을 우대하는 것이 이와 같구나"라고 하였다'는 사실을 서술하였다. 당시 왕실의 형제간 우애를 짐작할 수 있는 내용이다.
경기도 과천시 중앙동 관악산 연주봉 남쪽 기슭에는 연주암(戀主庵)이라는 사찰이 있는데 관악산의 최고봉인 연주봉(629m) 절벽 위에 연주대(戀主帶:경기도 기념물 제20호)가 자리하고 있다. 그곳에서 남쪽 과천쪽으로 약 300m 떨어진 곳에 연주암이 있다.
대한불교 조계종 제2교구 본사인 용주사(龍珠寺)의 말사로 나한도량(羅漢道場)의 하나로 알려져 있는 사찰이다. 나한은 여섯가지 신통(神通)과 여덟가지 해탈을 모두 갖추어 인간과 천인들의 소원을 성취시켜 주는 복전(福田)이기 때문에 통일신라시대부터 신앙의 대상이 되어 있다.
연주대는 이성계가 무학대사의 권유로 의상대 자리에 석축을 쌓고 30m2 정도의 대를 구축하여 그 위에다 암자를 지은 것이라 한다. 이곳에 특이하게도 효령각을 만들어서 효령대군의 영정(경기도 문화재 제81호)을 봉안하고 있다. 찾는 등산객의 점심을 무료로 제공하는 것으로 소문이 나있는 곳이기도 하다.
1411년(태종 11), 동생인 충녕(세종)에게 보위를 양보하고 전국을 떠돌던 양녕과 효령이 이곳에 머무르면서 관악사를 현위치로 옮기고 연주대의 이름을 따서 연주암으로 이름을 바꾸었다. 위치를 바꾼 이유는 관악사의 원래 위치에서는 왕궁이 바로 내려다보였기 때문이라고 전해진다.

## 기타
그의 아들 중 보성군의 후손들이 번창하여 역대 주요 인물들을 배출하였다. 보성군의 사위 임사홍은 성종과 연산군 대의 문신이며, 그의 아들(효령대군에게는 외증손) 임광재는 예종의 딸 현숙공주와 혼인하고, 다른 아들 임숭재는 성종의 딸 휘숙옹주와 혼인하여 왕실의 인척이 되었다.
보성군의 증손 전성군 이대는 생전에 용강현령, 병마동첨절제사에 이르렀지만 다시 후손들의 출세로 증(贈) 호조참판, 호조판서를 거쳐 의정부영의정으로 여러 번 증직을 받았다. 전성군 이대의 아들이 이량이고, 딸 부부인 이씨는 청송 심씨 심연원의 아들 심강과 혼인하여 자녀를 두었는데, 딸이 인순왕후로 명종의 비가 된다. 아들은 심의겸과 심충겸으로, 심의겸은 서인(西人)의 초대 당수가 된다.
선조, 광해군 때의 형제 정승 이충과 이명 역시 효령대군의 후손이자 보성군의 7대손이다. 대한민국 건국 초기의 정치인 만송 이기붕 역시 보성군의 후손으로, 효령대군의 20대손이자 보성군의 19대손이며 전성군 이대의 16대손이었다.
서원군 친의 아들 회의도정 이추(懷義都正 李菆) 사위 안온천(安溫泉)은 세종의 딸 정의공주(貞懿公主)와 안맹담의 아들이다. 따라서 서원군 친이 안온천에게 외5촌 당숙이면서 처조부, 회의도정은 안온천에게 장인이면서 6촌 외재종형이 되고, 정의공주가 회의도정에게 5촌 당고모가 되므로, 안온천은 회의도정에게 사위이면서 내재종 동생이 된다.

## 관련 문화재
- 원각사지 십층석탑 - 국보 제2호(서울 종로 탑골공원 내)
- 보신각 종(원각사 대종) - 보물 제2호 (국립중앙박물관 경내 종각에 안치)
- 묘법연화경 권4~7 - 보물 제766-1호
- 반야바라밀다심경약소(언해) - 보물 제771호
- 선종영가집(언해) - 보물 제774-2호
- 부모은중장수태골경합부 - 보물 제1247호
- 효령대군이보묘역 - 서울특별시 유형문화재 제12호, 서울시 서초구 방배동 190-1번지 (서초구 효령로 135)
- 효령대군영정 - 경기도 유형문화재 제81호, 가로70cm X 세로90cm, 경기도 과천시 연주암 봉안

## 같이 보기
| - 조선 왕 가계도 - 조선 태종 - 원경왕후 - 성녕대군 - 임원준 - 보성군 - 율원군 - 전성군 - 이량 - 권우 - 이수 - 세종대왕 - 양녕대군 - 임영대군 | - 정역 - 민무구 - 민무회 - 민무휼 - 민무질 - 민제 - 민변 - 율원군 - 서산군 - 세조 - 심온 - 임사홍 - 남곤 | - 계유정난 - 세조 찬위 - 성종 - 전성군 - 인순왕후 - 이정빈 - 이량 - 조선의 역사 - 심의겸 - 심충겸 - 이충 - 이명 - 이기붕 |